# Chartreuse de Glandier
La chartreuse Sainte-Marie de Glandier est un ancien monastère masculin de l'ordre des Chartreux, fondé en 1219, dans la vicomté de Comborn, en Limousin, aujourd'hui dans la commune de Beyssac, en Corrèze, région de Nouvelle-Aquitaine, en France.
Historiquement, Glandier fut l'un des deux établissements de l'Ordre cartusien à avoir été installé dans l'ancienne région du Limousin, et c'est actuellement l'unique chartreuse qui soit encore visible dans son intégralité depuis la démolition de la chartreuse de Mortemart, autrefois située dans la Haute-Vienne et disparue au XVe siècle.
Érigée en 1219, par la volonté d'Archambaud VI, vicomte de Comborn, cette chartreuse fut un établissement religieux accueillant des pères profès dans le monastère principal, et des frères convers dans la correrie située entre le monastère et le bourg de Beyssac. La chartreuse a connu deux périodes de fonctionnement conventuel : la première époque se situe entre 1219 et 1789, et la seconde entre 1860 et 1901. Confisqué par deux fois par l'État, le monastère a connu de nombreux avatars, avant d'être aménagé en sanatorium en 1920, puis en un centre psychothérapique pour enfants handicapés mentaux à la fin des années 1960, dépendant du Conseil de Paris. Reconverti ensuite en un établissement public autonome hébergeant des adultes handicapés mentaux, l'établissement fut placé sous l'autorité administrative du conseil départemental de la Corrèze.
Le monastère, entièrement reconstruit à la fin du XIXe siècle et réaménagé tout le long du siècle suivant, a été mis en adjudication en juillet 2020 par son propriétaire la Ville de Paris, après le départ des dernières personnes hébergées survenu dans le courant de l'année 2019. Le site a finalement été cédé à un groupe bordelais de négoce en vins en mars 2021.
Cette unique chartreuse corrézienne fut également le théâtre d'une célèbre affaire judiciaire au cours du XIXe siècle, celle de « l'affaire Marie Lafarge » qui concernait une jeune femme d'ascendance aristocratique accusée, puis reconnue coupable par la justice de l'époque, d'avoir empoisonné son époux Charles Pouch-Lafarge, alors propriétaire laïc du monastère dans des circonstances mal élucidées. Objet de nombreuses chroniques judiciaires sur le plan historique, l'affaire fut relatée dans des films, des téléfilms et divers ouvrages littéraires.

## Toponymie

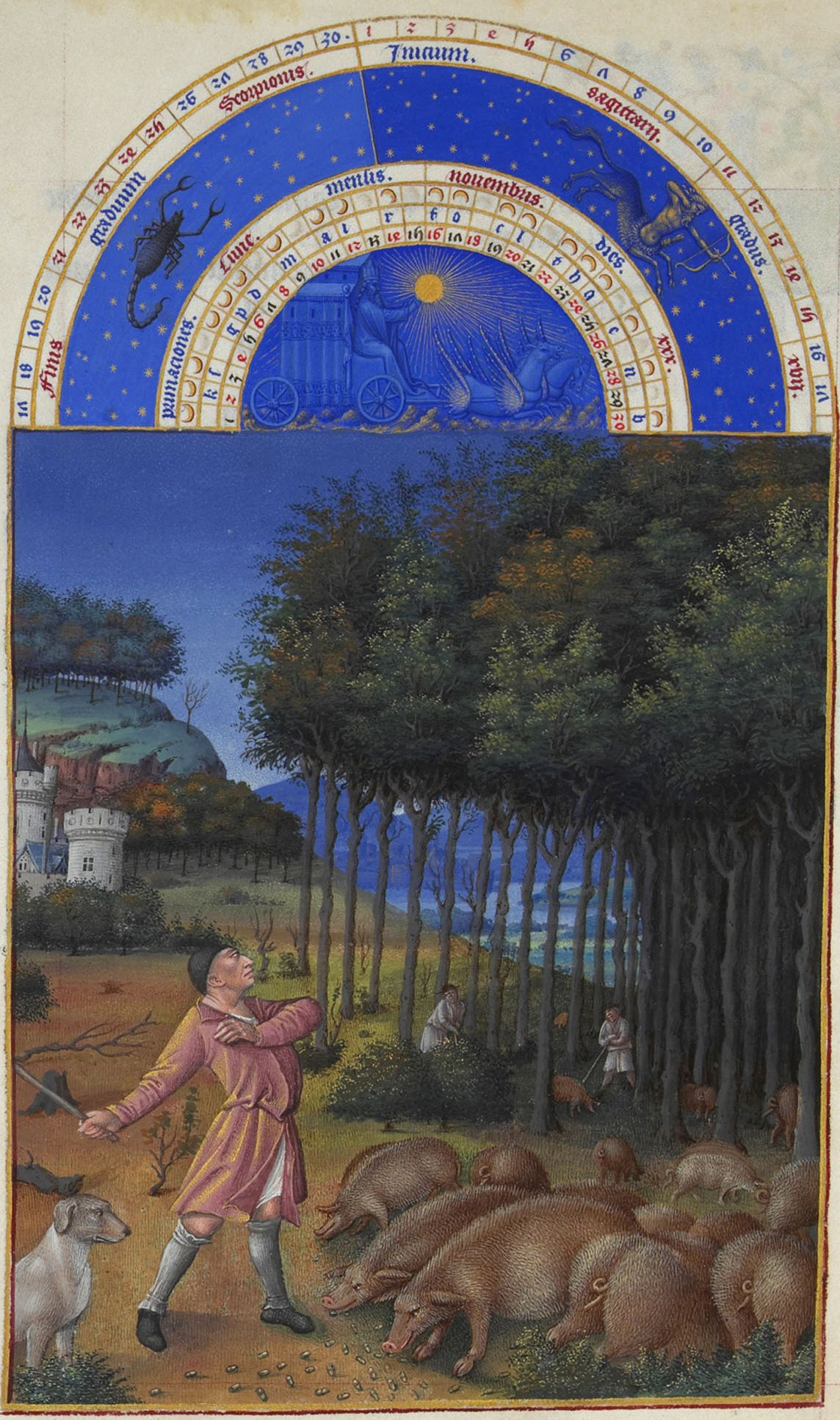
Cette miniature, tirée du livre Les Très Riches Heures du Duc de Berry représente une scène paysanne traditionnelle d'automne dénommée « la glandée ».
Un porcher, accompagné d'un molosse, fait paître un troupeau de porcs dans un bois de chênes.

Le nom latin consacré de la chartreuse est « Locus Beatæ Mariæ de Glandiero » qui signifie « Lieu de la bienheureuse Vierge Marie du Glandier».
L'appellation « Glandier » correspond aux noms de divers hameaux et lieux-dits qui désignent généralement un bois de chênes où s'effectue la glandée, action qui consiste à nourrir, par l'intermédiaire d'un porcher, les porcs d'une ferme. Cette toponyme semble courante dans le Limousin, région où est implantée cette chartreuse.

## Histoire

### Première occupation cartusienne (1219-1791)
Le monastère a été rattaché, dès sa création, à l'Ordre des chartreux, alors en pleine expansion, 135 ans, après la fondation de la première maison de l'ordre en 1084. L'organisation des maisons et de la vie de tous les monastères chartreux au Moyen Âge se caractérise par l'adoption de coutumes et une organisation des bâtiments communes à toutes les maisons de l'ordre. L'endroit fut choisi en raison de sa solitude, donc éloignée des habitations, et lové au fond d'un vallon conforme à la tradition de silence et de solitude caractéristiques du propos monastique cartusien

#### Fondation
Selon un livre écrit par un religieux de la maison et préfacé par le père Cyprien-Marie Boutrais, véritable auteur, ancien procureur de Glandier, publié en 1886 et consultable sur le site Gallica géré par la bibliothèque numérique de la BnF, la chartreuse de Glandier a été fondée par Archambault VI vicomte de Comborn, selon un vœu de celui-ci, probablement en 1219, bien que ce livre évoque la possibilité d'une présence des pères chartreux en 1150,.
La date officielle qui marque la naissance du monastère est celle du 10 novembre 1219, « veille de la Saint-Martin, dans la neuvième année du pontificat du pape Grégoire IX » et durant le règne du roi Philippe II Auguste. Selon la charte de fondation, Archambault VI fit don du château et de la terre de Glandier, terre seigneuriale avec son droit de Justice « pour salut de son âme et de celles de ses ancêtres », probablement en raison de l'expiation d'un crime, réel ou légendaire, qu'il aurait commis à l'encontre d'un ecclesiastique. À cette date et donc bien avant la construction du cloître, les chartreux s'installent dans un petit château déjà présent sur les lieux
Le monastère fut édifié durant la première moitié du XIIIe siècle, principalement durant le règne de Louis IX. Le plan fut conforme à celui des autres monastères cartusiens avec, en son centre, l'église conventuelle et face à son abside, un grand cloître qui reliait, à cette époque, douze cellules. Il s'agit là de la « Maison Haute (Domis Superior) où vivent les pères ». La « Maison basse (Domus Inferior) » dite aussi, Correrie, où vivent les frères convers fut bâtie sur le site dit de la grange vieille, situé à environ deux kilomètres au nord du site de Glandier. En remettant ce fief aux chartreux, Archambault VI leur accorde également « tout droit de justice sur leurs terres ».

#### Les premières années

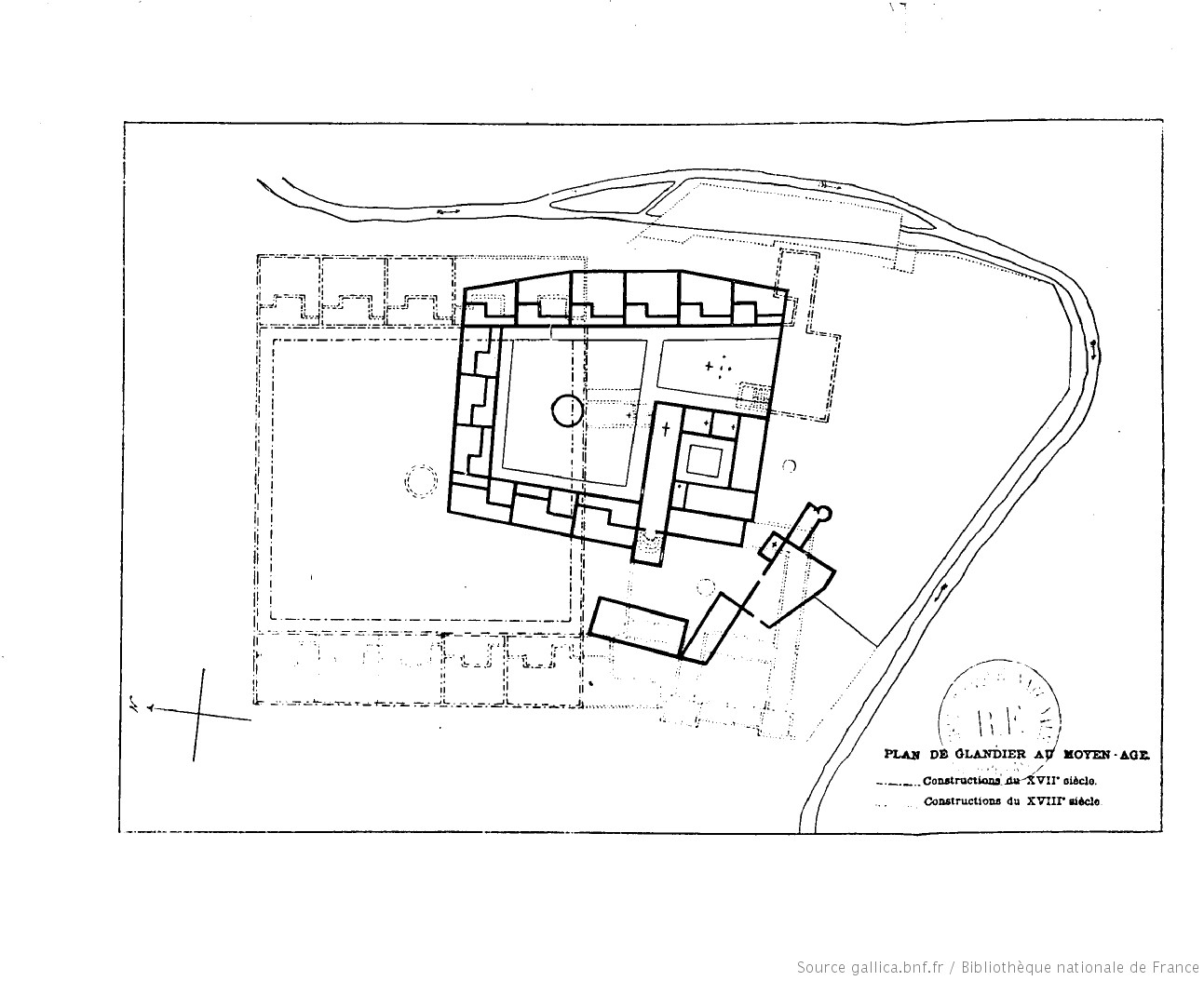
Plan de la chartreuse de Glandier au Moyen Âge.

La chartreuse se développa progressivement dans une région où les seigneurs, bourgeois et paysans ne semblaient guère avares de dons envers le monastère. Durand d'Orlhac, évêque de Limoges entre 1240 et 1245 fit un don de six mille sous pour financer la construction de l'église. L'abbé de Tulle, Bernard de Ventadour, Gaubert Flamenc seigneur d'Arnac-Pompadour, Marguerite de Turenne firent partie des donateurs afin de construire le cloître et ses bâtiments annexes.
En 1339, Glandier compte une communauté de quinze pères. En  1346, son ancien prieur, Jean Birelle, père profès connu, au niveau de l'Ordre, pour sa grande piété, devint prieur de La Grande Chartreuse, c'est-à-dire Révérend père (ou ministre général) de l'Ordre. Celui-ci refusera ensuite la tiare pontificale, au profit d'Étienne Aubert, futur Innocent VI.

#### La guerre de Cent Ans
La guerre finit par atteindre la zone reculée où était implantée la chartreuse de Glandier, mais également l'épidémie de peste noire qui débuta en 1349. L'ordre des Chartreux comme tous les habitants du royaume sont affectés. Si en 1355, le passage des Anglo-gascons qui occupent le château de Comborn se fit sans trop de heurts, mais après un certain répit, ceux-ci reviennent au début du XIVe siècle et s'emparent de la chartreuse qu'ils pillent et saccagent en 1408. Celle-ci sera ensuite reconstruite très rapidement, grâce aux efforts du prieur Guillaume Léobonet et le monastère vit une période de relative prospérité après cette guerre.

#### Les Guerres de religion
Une apparition de la Vierge révélée par un novice désirant quitter le couvent est relatée à la fin du XVe siècle, donnant ainsi au couvent une certaine renommée dans la région. En 1513, le dernier des vicomtes de Comborn, seigneur de Treignac, protecteur de Glandier meurt, les seigneurs de Pompadour leur succèdent en tant que bienfaiteurs. L'église de la chartreuse accueille en son sein la sépulture du dernier Comborn.
Dès le début de l'expansion de la Réforme, le Limousin est gagné par des troubles car le protestantisme s'étend de façon rapide dans la région. Le 11 février 1547, la chartreuse de Glandier est pillée une première fois par des troupes calvinistes.
En 1554, Dom Pierre Sarde, ancien prieur de Glandier, est nommé prieur de la Grande Chartreuse, ministre général de l'Ordre, deux cents ans après Jean Birelle.

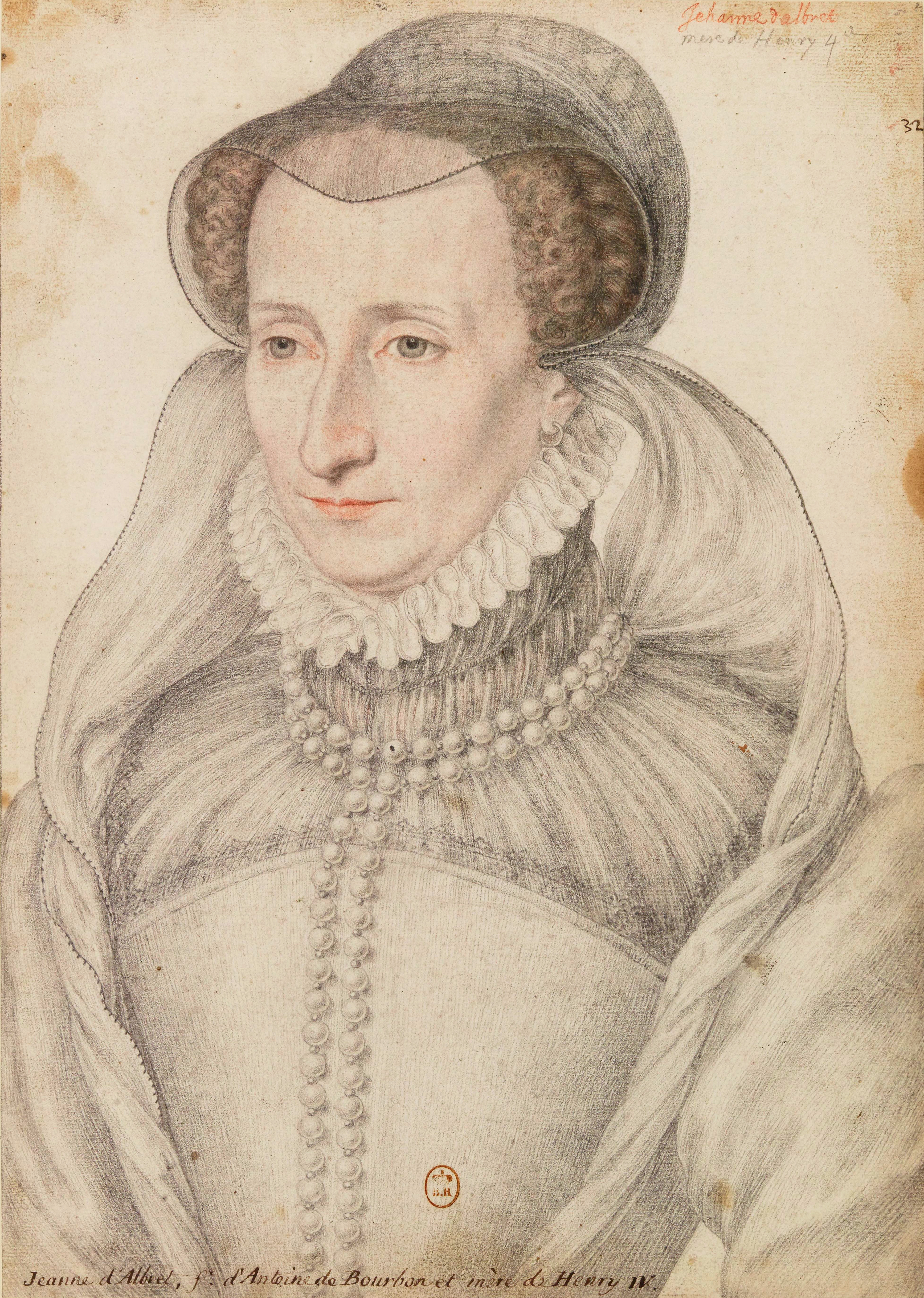
Jeanne D'Albret.

Au cours de l'année 1560, Jeanne d'Albret, vicomtesse de Limoges, et mère du futur roi Henri IV passe au protestantisme. En 1563, Uzerche, cité située à une vingtaine de kilomètres de Glandier bascule en faveur des protestants. Le 2 février 1569, craignant de nouvelles exactions, les chartreux quittent leur monastère pour aller se réfugier au château de Pompadour.
le 13 mars 1569, la bataille de Jarnac, située dans l'Angoumois voisin entraîne la déroute des protestants et la mort de leur chef, le prince Louis Ier de Bourbon-Condé. Les chartreux décident alors de retourner dans leur couvent. En juin 1569, Wolfgang de Bavière, duc des Deux-Ponts pénètre en Limousin avec son armée de mercenaires à la solde du parti protestant, les chartreux sont obligés de nouveau d'aller se réfugier au château de Pompadour. La ville et son château seront bien assiégés, mais résistent à l'envahisseur qui continue ses pillages dans la campagne environnante. L'armée du Duc d'Anjou, futur Henri III, arrive à son tour pour déloger les protestants du Limousin et pille à son tour les campagnes environnantes. De nouveau, les moines de Glandier subissent de nombreuses pertes au niveau des cultures et du bétail. À la fin de cette terrible année, à la suite de la bataille de Moncontour, les armées des deux partis finissent par s'éloigner du Limousin et les chartreux regagnent leur monastère, toujours debout mais dont les récoltes ont été pillées et le vignoble, ravagé.
En 1575, les armées protestantes sont de retour et les pères chartreux sont de nouveau obligés de se réfugier au château de Pompadour, puis l'orage passe de nouveau et les chartreux retrouvent le Glandier qui a subi de nouveaux pillages. En 1580, Jean de Soudais, originaire de la chartreuse de Paris, est nommé prieur de Glandier.

#### Le Grand siècle

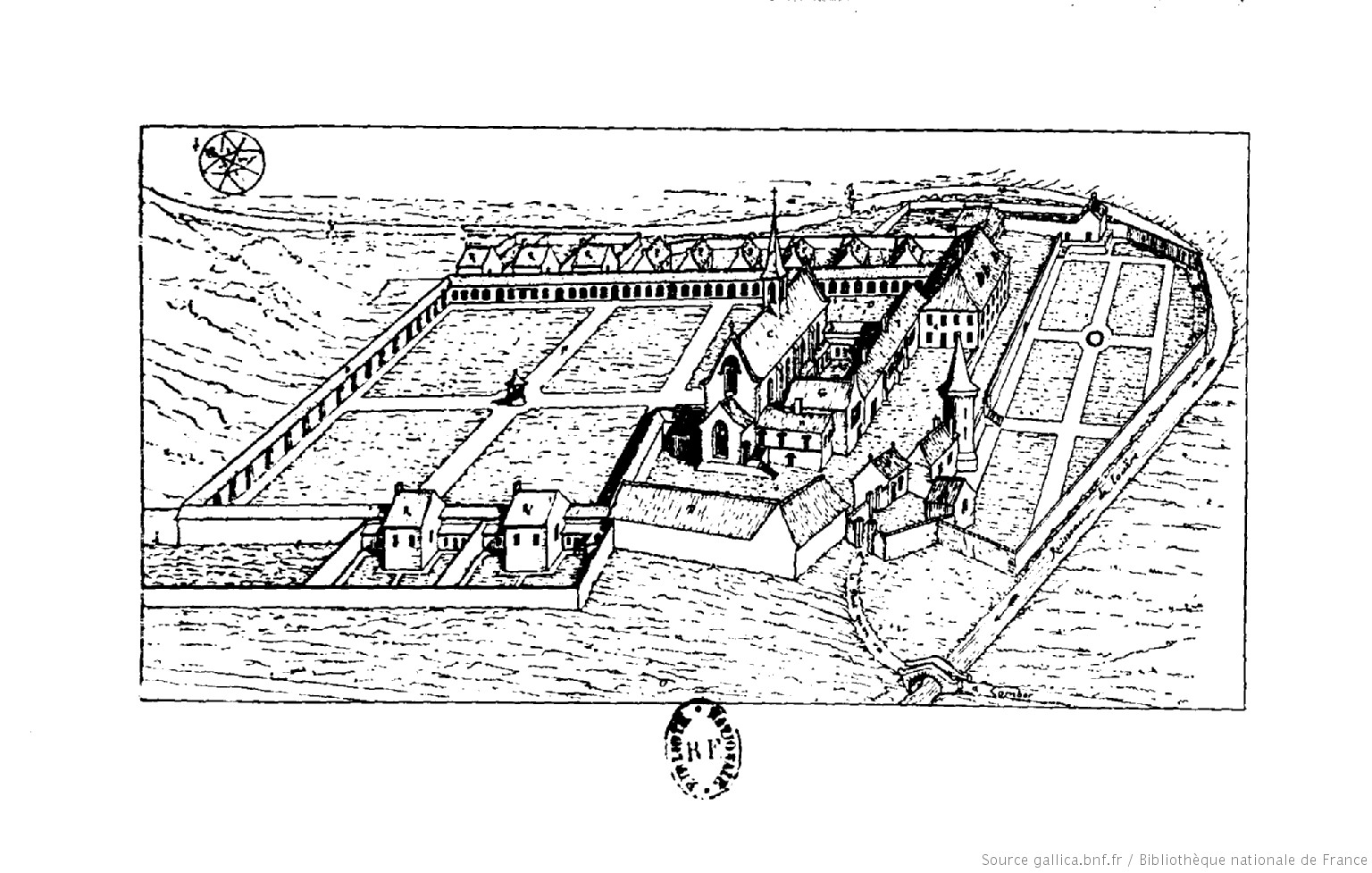
Chartreuse de Glandier en 1640 (gravure de 1886).

le XVIIe siècle apporte à la chartreuse de Glandier une période de paix et de prospérité qui continuera jusqu'à la Révolution française.
Avec l'aide financière des vicomtes de Pompadour et notamment un legs imposant effectué par Marie de Montmorency, la chartreuse s'agrandit. En 1614, la terre de Pompadour devient un marquisat, le premier titre de marquis revenant à Léonard Philibert de Pompadour. Cependant, le 16 novembre 1684, la lignée de cette illustre famille s'éteint, avec la mort de Jean-François de Pompadour, homme sans descendance.

#### Le siècle des Lumières
En 1726, le marquisat revient au prince Louis-Armand de Conti, qui cédera le domaine de Pompadour au jeune roi Louis XV en 1745. Après un bref passage entre les mains de Jeanne Poisson, devenue pour l'occasion, marquise de Pompadour, favorite du roi, puis sous la férule du duc de Choiseul, en 1761, le marquisat retourne dans le domaine royal.
En 1768, sous la direction du père Dom Jean Azam, la maison haute (cloître, église, mur d'enceinte) de la chartreuse occupait déjà le territoire qu'elle occupe encore de nos jours, même si celle-ci a entièrement été reconstruite au XIXe siècle. Dom Gabriel Morel est nommé prieur de Glandier le 19 mai 1777.
Le 4 mai 1789, les États généraux s'ouvrent à Versailles, sans que les membres de l'ordre des Chartreux y participent.

### Du premier départ au retour des chartreux (1791-1860)

#### La période révolutionnaire

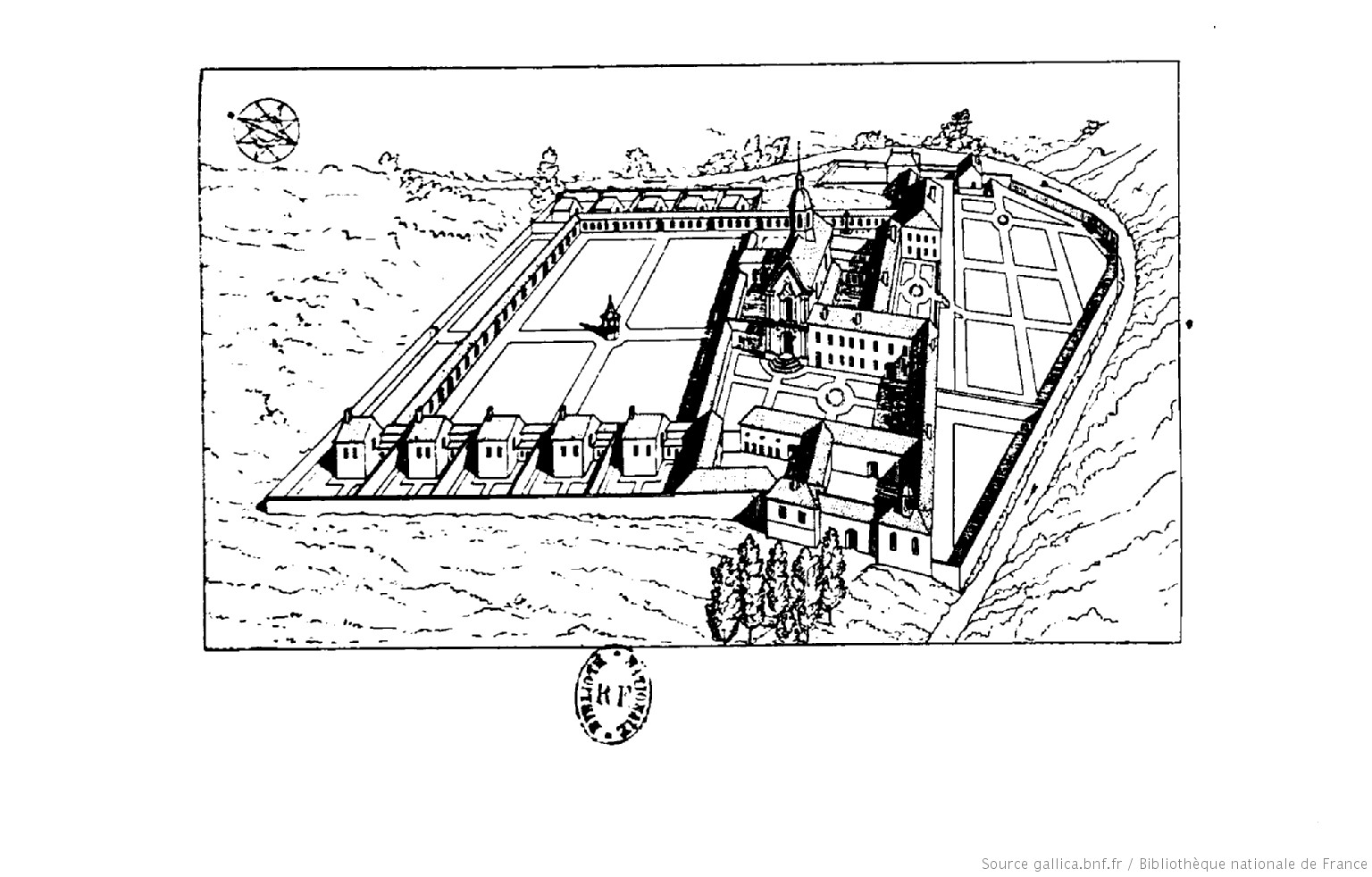
Chartreuse de Glandier en 1791 (gravure de 1886).

Le mouvement collectif de la Grande Peur atteint le Limousin peu de temps après la prise de la Bastille, le 14 juillet 1789, créant des mouvements de paniques infondées, notamment à Uzerche. Le 2 novembre 1789, un décret met en place la confiscation des biens du clergé. le 18 novembre, la Nation décide de procéder à l'inventaire des biens meubles et immeubles appartenant aux églises et aux monastères.
En 1790, des troubles éclatent dans le département de la Corrèze qui vient d'être formé cette même année. Le château de Pompadour est attaqué par des paysans locaux armés et des églises (Chanteix, Voutezac, Allassac) sont pillées ou dégradées. le 28 janvier, une foule, sans arme, vient s'amasser à l'entrée du monastère, afin de demander le retrait des bancs seigneuriaux, pourtant absents puisque la chartreuse était autonome. La foule demanda alors des fournitures diverses que les moines furent obligés de céder. Afin d'éviter de nouvelles exactions, la sénéchaussée d'Uzerche délègue un détachement de la Garde nationale afin d'assurer la protection du couvent.
Le 2 février 1790, le député Barnave demande l'envoi de commissaires chargés de rendre visite aux monastères. Du 13 février au 19 février, l'Assemblée constituante décide l'abolition des vœux monastiques et la suppression des ordres et congrégations régulières autres que d'éducation publique et de charité.
Le 27 mai 1790, le maire de Beyssac, également curé de la paroisse, ses adjoints et un greffier se rendent à Glandier et déclarent au père prieur.

« … Au nom de la nation, nous vous déclarons qu'à partir de maintenant, vous n'avez plus rien, le petit mobilier de vos cellules, vos habits, les habits que vous portez, le livre que vous tenez à la main… appartiennent à la Nation; nous allons en conséquence, tout inventorier, car, encore une fois, rien n'est à vous. »

L'inventaire de l'établissement est effectué par les édiles municipaux sous les yeux des frères convers et des pères sans omettre les cellules, les écuries et la chapelle. Le procès-verbal définitif d'inventaire fut rédigé et signé le soir du 4 juin 1790.
Un nouvel inventaire est effectué le 11 janvier 1791 par des représentants officiels du département qui apposent des scellés, notamment à l'entrée de l'apothicairerie, a priori bien fournie. Cet inventaire dure treize jours. La communauté, alors composée de neuf pères, dits profès, et de trois frères, dits convers, reçoit durant cette même période une adjonction de la municipalité de Beyssac qui leur demande : « si ceux-ci veulent rester dans leur Ordre ou renter dans le Monde ? » L'ensemble des membres de la communauté demande de rester sous les Ordres.
Pourtant dès l'année 1791, le domaine saisi par l'État commence à être vendu par l'État. Devenus locataires de leur propre monastère considéré comme maison non conservée comme, les chartreux commencent à vivre des moments difficiles car privés de leurs livres sacrés et de leurs ornements sacrés, les pères commencent à  organiser leur départ durant le premier semestre de l'année 1791. Le dernier chartreux à y vivre sera le père Dom Christophe Favier, doyen des moines.
Durant la fin de l'année 1791 et toute l'année 1792, l'ensemble du mobilier est mis à la vente, y compris les animaux et l'argenterie, sans oublier les objets précieux qui, eux, partent pour Paris. Ne sachant que faire des bâtiments malgré une proposition de créer une « prison pour les moines » faite par les amis de Constitution, club révolutionnaire siégeant à Tulle, la Nation la laissa vide sous la garde du père Christophe Favier. Un pillage systématique continue cependant. Serrures, ferrures, grilles et grillages disparaissent et la rumeur de l'existence d'un fabuleux trésor, dont l'existence supposée d'un cercueil en or massif, entraîne des dégradations considérables. Le 17 messidor An IV (5 juillet 1796), l'expert mandaté par la République constate que « cette maison dénote partout le pillage le plus absolu. » Le père Dom Christophe Favier, dernier chartreux, quitte dès lors le couvent complètement délabré. La chartreuse de Glandier est désormais vide.
Le 11 juillet 1796, la Nation vend le monastère à Léonard Chauffour, un notable de la région, qui partage le domaine en de nombreuses parcelles, puis vend la Maison haute, bâtiment par bâtiment, y compris les cellules des anciens moines.

#### L'affaire Lafarge

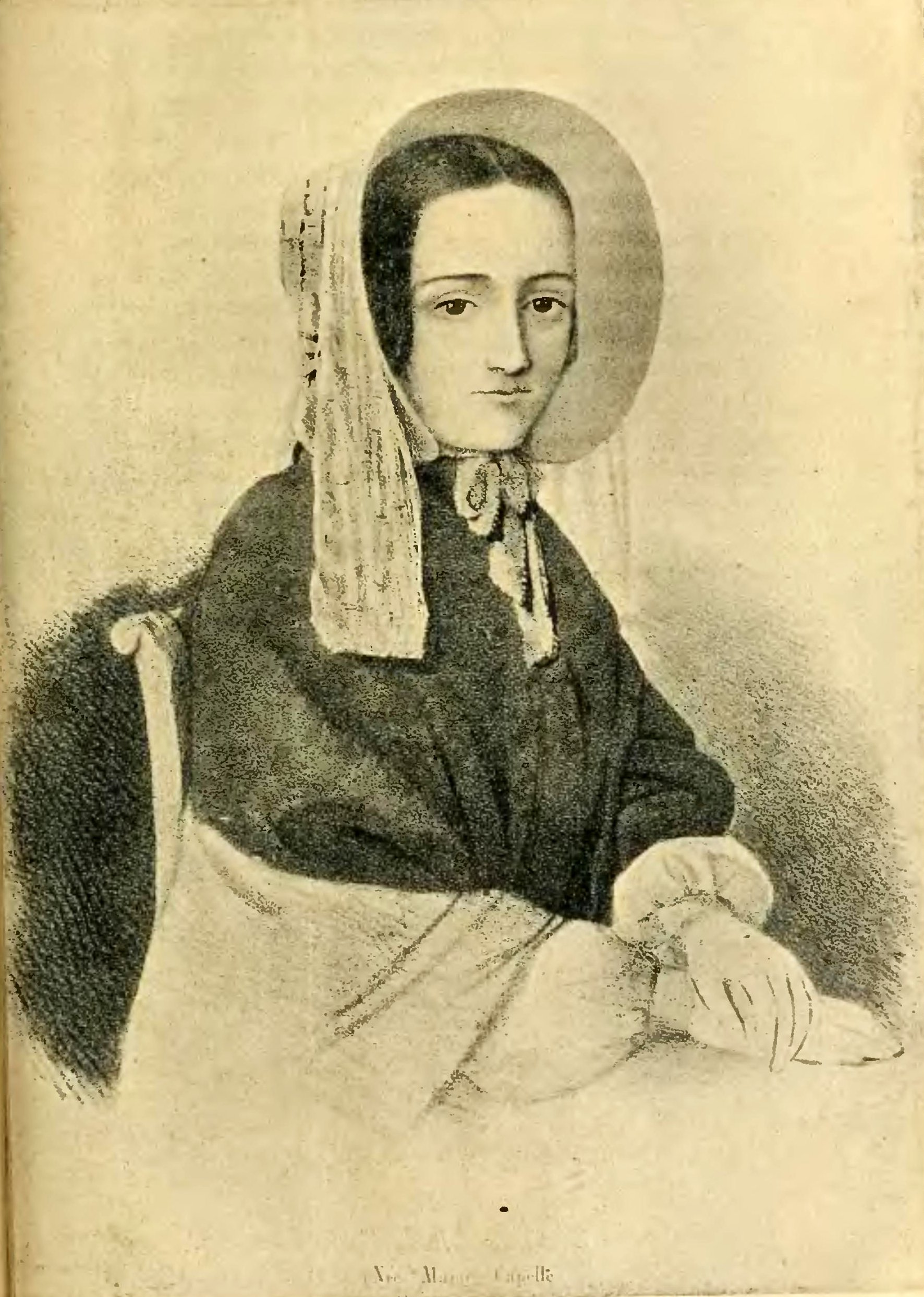
Portrait de Marie Lafarge, qui demeura au Glandier.

La Révolution et le Premier Empire sont passés sur les ruines de Glandier. Le 6 mars 1817, Léonard Chauffour vendit à Jean-Basptiste Pouch-Lafarge, juge de paix de Vigeois, la plus grande partie du domaine de la chartreuse de Glandier. Charles, le fils de celui-ci ayant décidé de reprendre à son compte cette propriété et, notamment la forge afin d'y faire fonctionner un haut fourneau qui, selon lui, serait d'un très bon rapport.
C'est ainsi que commença une des affaires criminelles les plus retentissantes du XIXe siècle et qui entraîna au cours de ce siècle et des suivants, la publication de nombreuses thèses, livres et récits, ainsi que le tournage de plusieurs films et téléfilms, en raison de la part de mystère et d'incertitudes qui l'entourent.
Marie Capelle est une jeune fille issue de la noblesse d'Empire, mais aussi la petite-fille de Hermine Compton, elle-même la fille illégitime de la comtesse de Genlis et de Louis-Philippe Joseph d'Orléans, le père du roi des français, Louis-Philippe dont elle est la petite-cousine. Orpheline de père et de mère, sa famille tente de lui trouver une solution en la mariant par l'intermédiaire d'une agence matrimoniale. Son union avec Charles Lafarge, un homme qui n'a ni son rang, ni son éducation n'est pas parfaite; mais l'homme a besoin d'une dot et la jeune femme d'un mari. Le lendemain du mariage, Marie et Charles Lafarge quittent Paris pour rejoindre la chartreuse de Glandier le 15 août 1839. Pour Marie, c'est la déception lorsqu'elle contemple l'ancien monastère complètement ruiné. Tout d'abord elle pense repartir, mais face à l'obstination de Charles Lafarge, elle tente de s'adapter à sa nouvelle demeure. Charles se met immédiatement au travail pour lancer sa forge. Il repartira ensuite de nouveau pour Paris pour tenter de faire connaitre son procédé pour travailler le fer, pendant que Marie décide de se débarrasser des rongeurs qui envahissent le Glandier en achetant de la mort-aux-rats. Or, quelques jours après son retour de la capitale, Charles Lafarge tombe malade et doit s'aliter et finit par mourir onze jours après son retour, le 14 janvier 1840. Les deux époux n'auront été mariés que durant cinq mois.

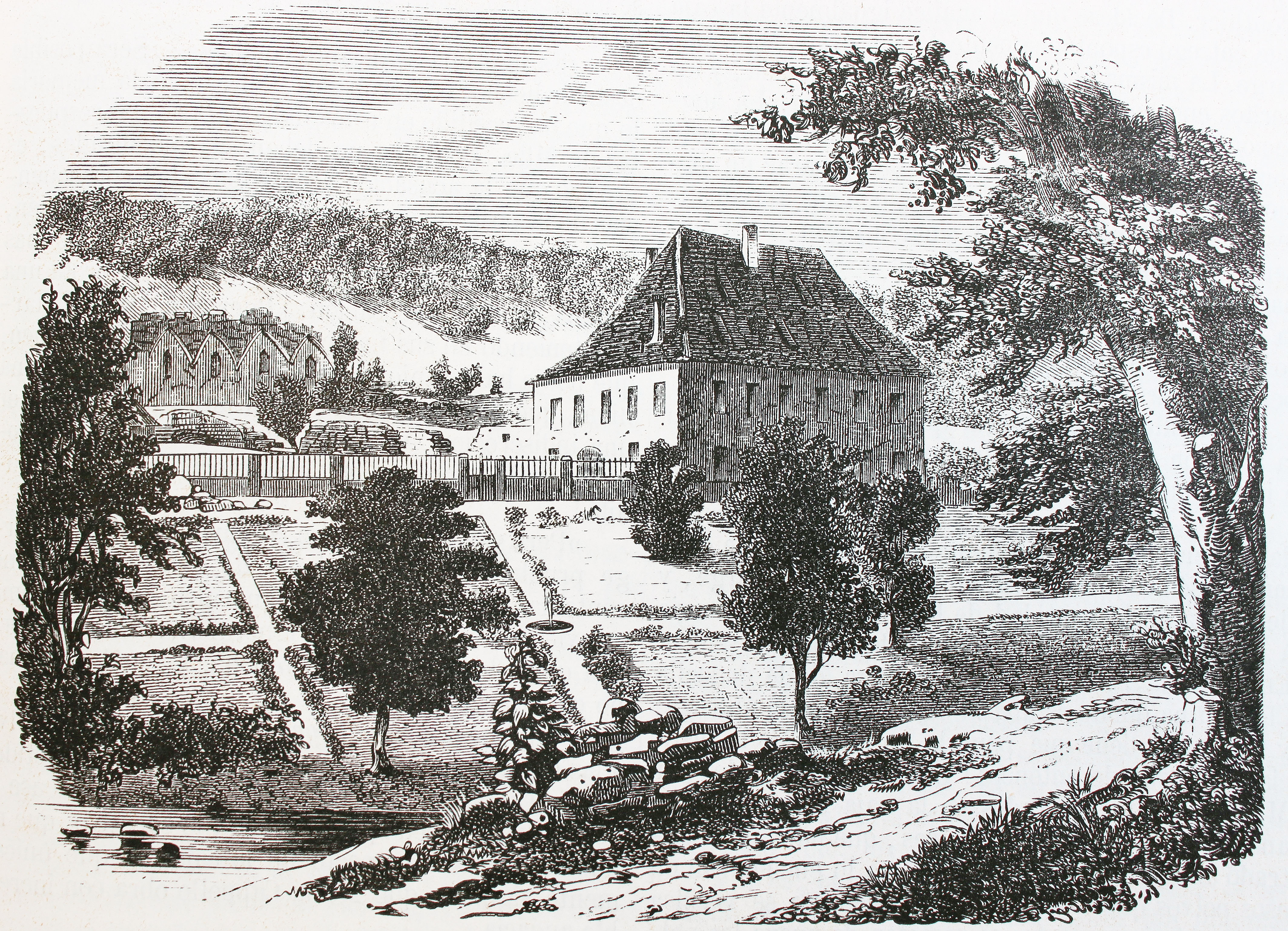
La chartreuse de Glandier à l'époque de l'affaire Lafarge, (vers 1840).

Huit mois après la mort de son époux, Marie Lafarge, qui est alors âgée de vingt-quatre ans, est inculpée de meurtre par empoisonnement et comparaît devant la cour d'assises de Tulle. On accuse Marie d'avoir tué Charles Lafarge avec de l'arsenic, car on a trouvé cette substance dans le corps de l'homme et tout le procès tourne autour de cette découverte. Maître Théodore Bac, avocat de la jeune femme tente le tout pour le tout : il demande au grand chimiste François-Vincent Raspail, de venir à Tulle depuis Paris, afin de mettre sa science au service de la défense. Raspail met trente-six heures pour arriver à Tulle, mais à son arrivée, cela fait déjà quatre heures que le jury s'est prononcé. Il est trop tard pour démontrer une présence dite « naturelle » de l'arsenic dans tous les corps humains. Le même problème se posera un siècle plus tard avec l'affaire Marie Besnard.
Le 19 septembre 1840, Marie Lafarge est condamnée aux travaux forcés à perpétuité et à l'exposition sur la place publique dans la ville de Tulle. Un pourvoi en cassation fut déposé par les défenseurs de Marie Lafarge, mais sans succès. Sa condamnation entraîne des commentaires jusqu'à la capitale.
La femme de lettres française George Sand, non convaincue de la culpabilité de Marie Lafarge, déclare : « jamais affaire n'a été si mystérieuse. »
Marie est graciée par un décret signé par le prince-président Louis-Napoléon Bonaparte et elle est libérée en juin 1852. Elle meurt le 7 septembre de la même année à Ussat dans le département de l'Ariège.
En 2011, une association est créée afin de demander au ministère de la Justice la révision du procès.

### Seconde occupation cartusienne (1860-1901)

#### Le retour des Chartreux
À la suite de la mort de son principal résident, l'ancienne chartreuse est vendue, par adjudication, dans le courant de l'année 1844 à un ancien maître de forge dénommé Bonnel-Laborie, celui-ci désirant reprendre les travaux de Charles Lafarge, mais sans grand succès. Les bâtiments changèrent dès lors de propriétaires jusqu'en 1860, année pendant laquelle l'ordre des Chartreux prit la décision de racheter l'ancien couvent et ses bâtiments malgré leur état de délabrement.
Le contrat de vente signé, il reste à l'ordre la longue tâche de relever les bâtiments et de redonner au monastère la capacité d'accueillir les membres de la communauté religieuse. la nouvelle église reconstruite à l'emplacement de celle du XIIIe siècle fut consacrée par l'évêque de Tulle, Mgr Berteaud, le 5 août 1869. l'ensemble architectural construit en ciment et en brique respecte le plan de l'ancienne chartreuse.
Avant la fermeture du couvent, les moines firent installer leur propre générateur électrique, sur la Loyre qui est la petite rivière bordant leur domaine, une modeste chute d'eau permettant d'alimenter un turboalternateur suffisant pour les besoins en éclairage du site à l'époque.

#### L'expulsion de 1901

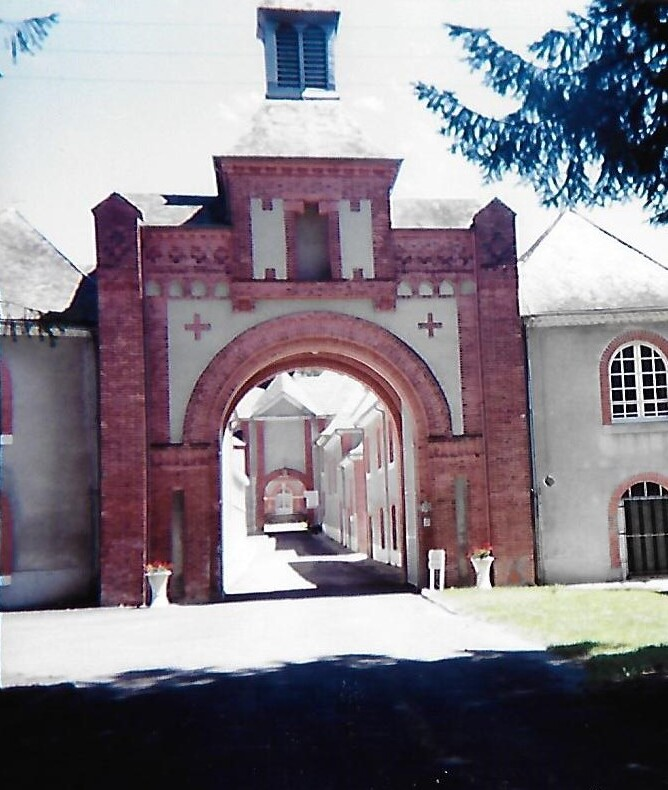
Porche de la chartreuse de Glandier en 1989.

Le titre III de la loi sur les associations du 1er juillet 1901, plus connue sous le nom de loi Waldeck-Rousseau, entraînera la fermeture de monastères comme celui de Glandier. Un délai de trois mois fut imposé aux congrégations pour formuler une demande d'autorisation, mais l'ordre des chartreux espérait que le gouvernement français se contenterait des contrats de 1816 et 1857 conclus par les deux parties, sans avoir besoin de faire une nouvelle demande. Cependant le Gouvernement Waldeck-Rousseau impose à chaque congrégation d'effectuer une demande.
Les demandes des associations enseignantes, prédicantes, et commerçantes (tels que les chartreux) reçoivent un avis négatif
Au jour du 1er juillet 1901, Glandier comptait 37 religieux dont 21 pères profès et 16 frères convers.
Le prieur de la chartreuse corrézienne, Dom Pierre Ligeon, est convié à une grande réunion qui rassemble tous les prieurs à la maison-mère de la Grande Chartreuse. L'ordre du départ est donné à l'ensemble des religieux du fait du refus du gouvernement de reconnaître leur congrégation. Dès le 1er septembre, le prieur tente de trouver une maison d'accueil aux Pays-Bas, mais il échoue. Quelques jours plus tard, il parvient à trouver une autre solution en Belgique, dans la région de Zepperen .
Dom Albert Courtray, procureur de Glandier, organise les convois de déménagement du 23 au 26 septembre. Le monastère est de nouveau sans religieux à la fin de l'été 1901.
Les moines de la Grande Chartreuse furent, eux, expulsés, manu militari le 29 avril 1903

### L'établissement public (après 1901)

#### Le sanatorium du Glandier
L'ancienne chartreuse passe dès lors dans le domaine de l'État. Au cours de la Première Guerre mondiale, celle-ci héberge des enfants belges réfugiés, originaire de la Province de Liège, fuyant les combats et la ligne de front. L'ancienne chartreuse devint ensuite, durant une très courte période, un établissement de la mutuelle des gaziers de France avant de se muter en centre de soins.
L'augmentation inquiétante du nombre de cas de tuberculose dans la population française et plus particulièrement chez les enfants et les adolescents, dès le début de la Première Guerre mondiale, provoquera une première intervention des pouvoirs publics afin de lutter contre cette maladie infectieuse.
La lutte contre la tuberculose, rendue possible grâce aux progrès de la science médicale, fut centralisée au niveau du Ministère de la Santé Publique qui créa en son sein un bureau relevant de la « Direction de l'Hygiène et de l'Assistance » , chargé de gérer les services d'hygiène sociale dont, entre autres, la lutte contre la tuberculose. Un comité technique des sanatoriums fut créé dès la fin de la guerre. Celui-ci fut composé de médecins, d'architectes et d'administrateurs et se saisit de « tous les projets de création des établissements de cure, soumis à l'administration en vue de l'attribution de subventions » en fonction de l’application de la loi du 7 septembre 1919
En 1920, la conseil général de la Seine fait l'acquisition du Glandier auprès de l'État afin de l'aménager en un sanatorium qui sera géré par l'Office public d'hygiène sociale du département de la Seine pour y accueillir des jeunes patients atteints de tuberculose, notamment des jeunes filles.
Au début de son fonctionnement, à la suite d'un reportage effectué par les services cinématographiques de Gaumont-Pathé, on sait que le sanatorium public du Glandier est équipé de façon moderne et qu'il se présente sous la forme d'un « centre de cure et de réadaptation physique et morale au travail pour les jeunes femmes et les jeunes filles de plus de 15 ans, convalescentes de la tuberculose… [et un] préventorium pour les fillettes âgées de 5 à 15 ans. »
Dès cette époque, l'établissement présente un équipement médical assez complet comprenant :
- une salle des pansements
- une pharmacie
- un dentiste (ou odontologiste)
- plusieurs services de consultations dont un service de radiologie
- un service de bactériologie
- des salles de « cures de soleil »
- des salles d'activité (atelier couture)

Tous ces services sont assurés par la présence d'un personnel médical et paramédical gérant les soins, mais aussi éducatif et sportif pour assurer la gestion des classes d'écoles et des salles de gymnastique.
En 1926, l'établissement sanitaire du Glandier se divise en trois parties distinctes :
| Nombre de lits                                            | Année 1926 |
| --------------------------------------------------------- | ---------- |
| Préventorium d'enfants (6 à 15 ans)                       | 80         |
| Préventorium pour adultes (+ 15 ans)                      | 120        |
| Maisons familiales (17 pavillons enfants et adolescentes) | 119        |
| Total                                                     | 319        |

Source : Gallica, L'armement antituberculeux français en 1926.
Un rapport publié par le ministère de la Santé publique en 1932 présente des statistiques évoquant, à la date du 1er aout 1931 un nombre de 125 sanatoriums en France, dont 32 établissements publics, accueillant un total de 21 334 malades. Le sanatorium du Glandier accueillant, pour sa part, un nombre de 325 femmes et fillettes.

#### Le centre psychothérapique du Glandier

##### L'établissement pour enfants
Le recul de la tuberculose durant le XXe siècle entraîne la transformation du Glandier en aérium, puis en préventorium qui reçoit provisoirement le nom d'Alfred Courcoux. Cependant, progressivement avec l'éradication de la maladie, l'établissement va perdre cette fonction. Le département de Paris conserve la propriété du domaine et décide, dès l'année 1965 de lui garder une fonction sanitaire en y accueillant des enfants handicapés mentaux, originaires, pour la plupart de la région parisienne.
Le 5 janvier 1966, un premier groupe d'enfants handicapés s'installe au nouveau centre psychothérapique dit « du » Glandier, géré par la direction de l'action sociale du Conseil de Paris.
Les cahiers du CEDIAS, édités par le Musée social dans sa parution de février 1975 (manuel de placement) indique que le « Centre psychothérapique de Glandier-Troche » accueille des enfants (filles et garçons) âgés de 4 à 16 (et jusqu'à 18 ans et plus « si débiles profonds ») issus de la Corrèze et de la région Parisienne pour un effectif total de 204 lits. La brochure indique également la présence de chambres à plusieurs lits et de dortoirs

##### L'établissement pour adultes
Dans le courant des années 1980, les enfants hébergés deviennent adultes et le centre psychothérapique du Glandier se transformera, dès lors, en établissement médico-social pour adultes regroupant :
- un foyer occupationnel (puis foyer de vie);
- une maison d'accueil spécialisée;
- un centre d'aide par le travail et son foyer d'hébergement.

En 2005, le centre psychothérapique devient un EPDA (Établissement public départemental autonome) placé sous l'autorité du Conseil départemental de la Corrèze. À la fin de l'année 2009, la structure publique du Glandier présente un effectif de 158 personnes hébergées et de 47 postes de travailleurs handicapés. Alors qu'il est le second employeur du canton de Lubersac, l'EPDA, compte, la même année, un effectif de 220 agents pour un budget de fonctionnement d'environ 8 millions et demi d'euros.
En vue de la fermeture programmée de l'ancien centre du Glandier pour l'année 2019 par le département de la Corrèze, le conseil d'administration de l'établissement a déjà fait procéder au transfert à la maison d'accueil spécialisée sur le territoire de la commune de Vigeois. En mars 2017, l'EPDA de Glandier comptait encore un effectif de 108 lits et de 48 postes de travailleurs handicapés

### L'avenir de la chartreuse de Glandier

#### Départ des derniers résidents
En 2020, les derniers résidents et les travailleurs de l'établissement public de Glandier quitteront définitivement la chartreuse afin de favoriser, selon les propres termes du président du conseil départemental de la Corrèze, l'inclusion des personnes handicapées dans la société, l'ancien monastère étant considéré comme trop isolé. Cependant, les autorités compétentes n'ont pas encore fourni d'informations quant à la future affectation de la chartreuse,. Selon le quotidien régional, La Montagne qui publie un article en janvier 2019, le département de la Corrèze a lancé la construction sur trois sites des locaux neufs et adaptés sur le territoire des trois communes voisines de Lubersac, d'Arnac-Pompadour et de Vigeois pour une fin des travaux en 2020.
Durant quelques années et à certaines périodes, il était possible de visiter la chartreuse. Les visiteurs découvraient l'ancienne chapelle et une cellule de moine réaménagée.

#### Vente aux enchères
En juillet 2020, la ville de Paris informe que le domaine et l'ensemble des bâtiments de l'ancienne chartreuse (16 000 m2 de surface construite et 16,5 hectares de terrain) sont mis en vente sur un site d'enchères, avec la collaboration et l'appui du conseil départemental de la Corrèze. Cette vente se déroulera du 5 au 7 octobre 2020. À l'issue de ces trois jours, un jury comprenant des représentants de la ville de Paris et du conseil départemental de la Corrèze désignera le potentiel acquéreur,.
Mis à prix à 750 000 €, le  montant des enchères s'est achevé par une offre à 3 000 000 €, le mercredi 7 octobre 2020, peu après 16 heures, mais, selon le site de France Bleu, ce ne serait pas forcément le dernier enchérisseur qui va acquérir les lieux, une étude des dossiers devant se dérouler après la clôture des enchères.
Finalement, en mars 2021, un accord est signé entre la ville de Paris la société Descas Père et Fils, un groupe bordelais de négoce de vins, dirigé par Raphael Merlaut, le candidat à l'achat qui avait effectué l'offre la plus élevée, afin d'accroitre son domaine immobilier. Un document d'urbanisme précis présentant le projet d'aménagement du site doit produit dans un délai de trois mois dès la signature de l'acte de vente. L'investisseur aurait ensuite deux ans pour réaliser ce projet. En cas de non réalisation, la mairie de Paris s'engagerait à reprendre l'ancienne chartreuse et à rembourser les trois millions d'euros pour relancer une nouvelle procédure de cession, décision qui satisfait le président du conseil départemental de la Corrèze. L'acquéreur a indiqué son intention de créer des logements en préservant le patrimoine ancien et en respectant l'architecture d'origine. La société Descas appartient à la maison Ginestet, elle-même, filiale du groupe Taillan, propriété de la famille Merlaut qui gère un marché environ 60 millions de bouteilles de grands vins et de « vins de terroir » par an. En juillet 2024, le nouveau propriétaire qui doit restaurer le site afin de le mettre en location, déclare cependant que son projet a pris du retard.

### Tableau chronologique
Les principaux événements marquants de l'histoire de la chartreuse de Glandier
■ Périodes importantes de l'Histoire de France- ■ Événements marquants de l'Histoire de Glandier

## Description
À la date de la publication de sa mise aux enchères (appel d'offres public), publié le 7 juillet 2020 sur le site internet Agorastore, l'ensemble du domaine de la chartreuse de Glandier couvre, :
- Un ensemble de 44 bâtiments représentant 16 000 m2 de surface de plancher.
- Un domaine non bâti de terrains agricoles et d'espaces boisés pour une superficie totale de 16,48 hectares.

### L'hôtellerie
L'ancienne hôtellerie est le premier bâtiment que le visiteur découvre lorsqu'il passe le grand porche de la chartreuse de Glandier. Elle correspondait, durant la période monastique, à un espace réservé aux frères convers et aux hôtes laïcs masculins. La correrie (ou maison basse), dont l'usage était tombé en désuétude chez les chartreux dès le XVIe siècle, n'a pas été rebâtie lors de la restauration de 1860.
Depuis une cour étroite par laquelle on accède à l'entrée de ce bâtiment, l'intérieur se présente tout d'abord sous la forme d'un grand préau entouré par un cloître. Par le côté gauche on peut découvrir l'emplacement de l'ancienne chapelle et le logement du père procureur, par le côté droit, les anciennes chambres des hôtes et visiteurs réaménagés depuis, lors de travaux successifs. Au fond de ce bâtiment, un large perron menait à l'hôtellerie, proprement dite, avec la cellule du père coadjuteur et les appartements réservés aux hôtes de marque, l'étage supérieur étant réservé aux frères.

### L'église

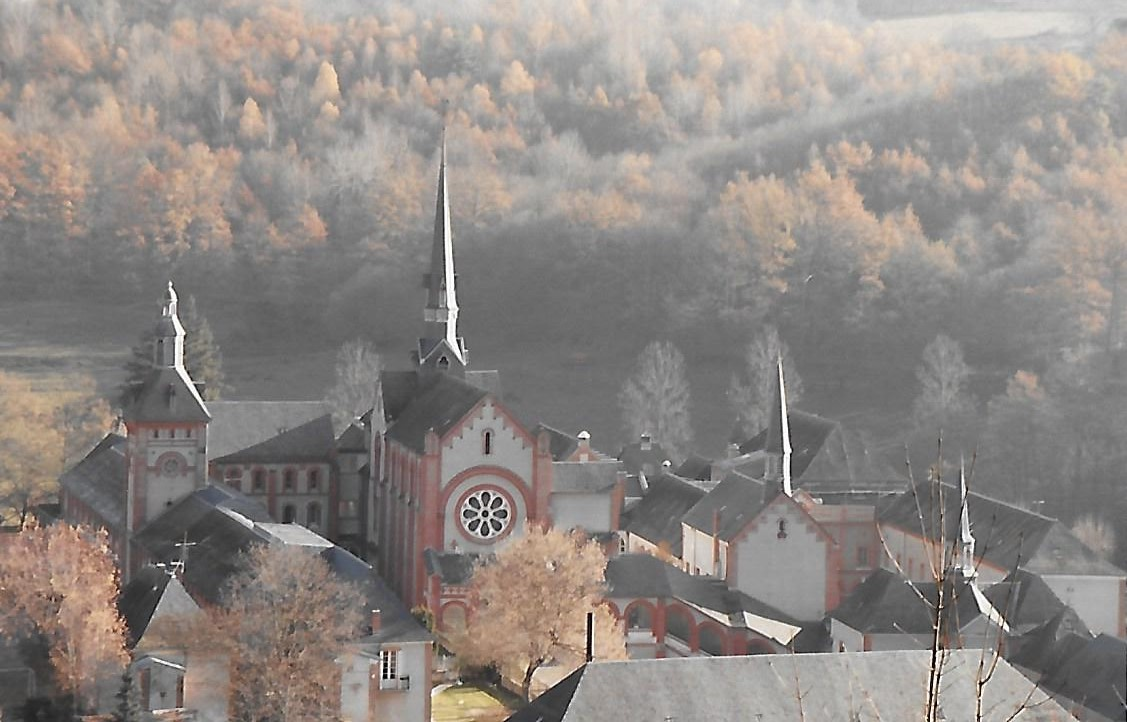
Église de la Chartreuse de Glandier en 1989.

Les visiteurs peuvent accéder à l'église de Glandier depuis la cour intérieure par l'intermédiaire d'un grand escalier central.
Établie sur les fondations de l'ancienne église du XIIIe siècle, l'édifice religieux, bien que datant du XIXe siècle, a été construit dans le style roman. L'église actuelle présente une vaste nef de 38 m. À l'origine, celle-ci était partagée en deux parties : une partie destinée aux pères et qui comprend l'autel et le chœur des moines, la seconde partie est destinée aux frères.

### Le chapitre et le réfectoire
Le chapitre est le lieu de la confession et où les moines reçoivent leurs pénitences. Son nom vient du fait qu'il s'agisse également d'un lieu de lecture de la règle de l'ordre que l'on peut lire chapitre par chapitre. L'ancien réfectoire des moines se situait à proximité immédiate du chapitre.

### Le cloître
Le grand cloître est un promenoir qui réunit toutes les cellules des pères. Il joint également les maisons des pères prieur, coadjuteur et procureur avec l'église et un grand escalier. Une cour (anciennement un grand jardin se situe en son centre. Les anciens pères y sont enterrés à même la terre).
Le grand cloître, toujours visible aujourd'hui, forme un rectangle de 88 m sur 78 et est éclairé par de grandes baies construites dans un style roman accompagnées de quelques ornements. Un petit escalier contigu à ce cloître menait à l'ancienne bibliothèque essentiellement composée d'ouvrages religieux.

### Les cellules
Chaque cellule ouvre sur le grand cloître (ou cloître des morts). La porte donne sur un couloir appelé promenoir qui permet de prendre de l'exercice durant la mauvaise saison.
La cellule comprend un atelier et un petit escalier et deux pièces :
- Une antichambre, pièce de prière (dite Ave Maria) que le moine récite avant d'entrer dans le cubiculum lorsqu'il revient de l'extérieur.
- Une chambre principale (dit cubiculum), généralement à l'étage, chauffée par un poêle de fonte, avec un lit, une table, un banc, une bibliothèque, et un oratoire.

L'atelier permet le travail manuel (menuiserie ou autre). Un jardin clos est disposé devant la cellule où le moine peut jardiner ou cultiver son potager.
À l'entrée de la cellule, un guichet se situe au niveau du mur par lequel le moine reçoit ses repas sans avoir à sortir de cellule.
Les noms (ou les armoiries) des moines ayant occupé la cellule sont gravés sur une pierre située à l'entrée de la cellule ou peints sur verre et placés sur une fenêtre de la cellule. Les serrures qui permettent la fermeture de chaque cellule se dénomment des vertevelles.

### Les moines de Glandier
Les religieux et les laïcs composant la communauté religieuse s'organisaient dans le cadre propre à l'Ordre des Chartreux.
- Les moines du cloître :

ce sont les pères qui sont tous prêtres ou appelés à le devenir.
- Les frères :

ce sont les frères laïcs, répartis aujourd'hui en deux catégories
1. les frères convers
2. les frères donnés

S'y ajoutaient autrefois deux autres catégories de religieux qui furent supprimées avant la Révolution française :
1. les prébendiers
2. les clercs rendus

Habits des différents religieux chartreux
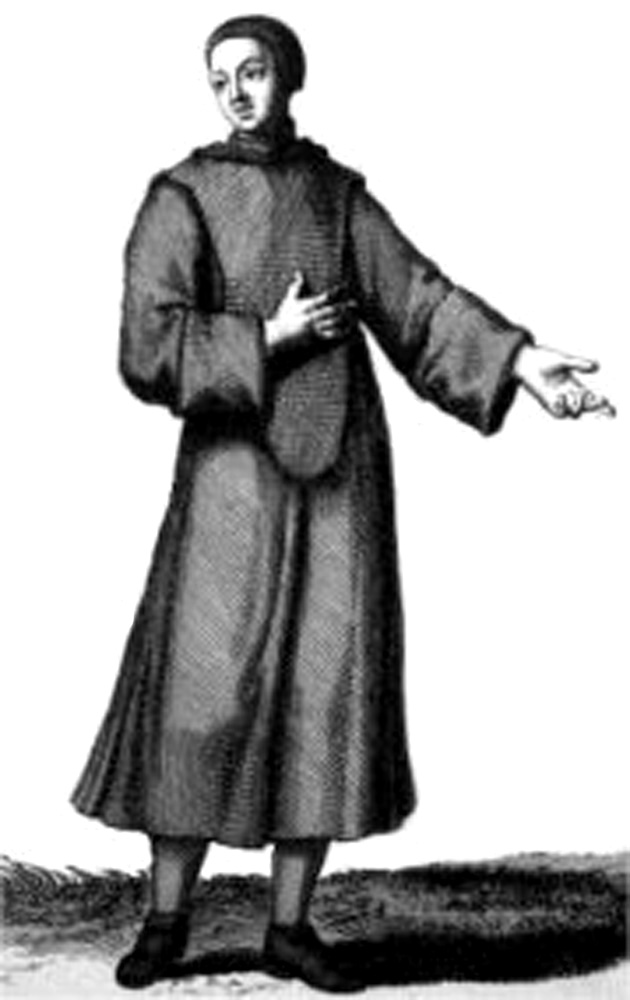
Frère doné.
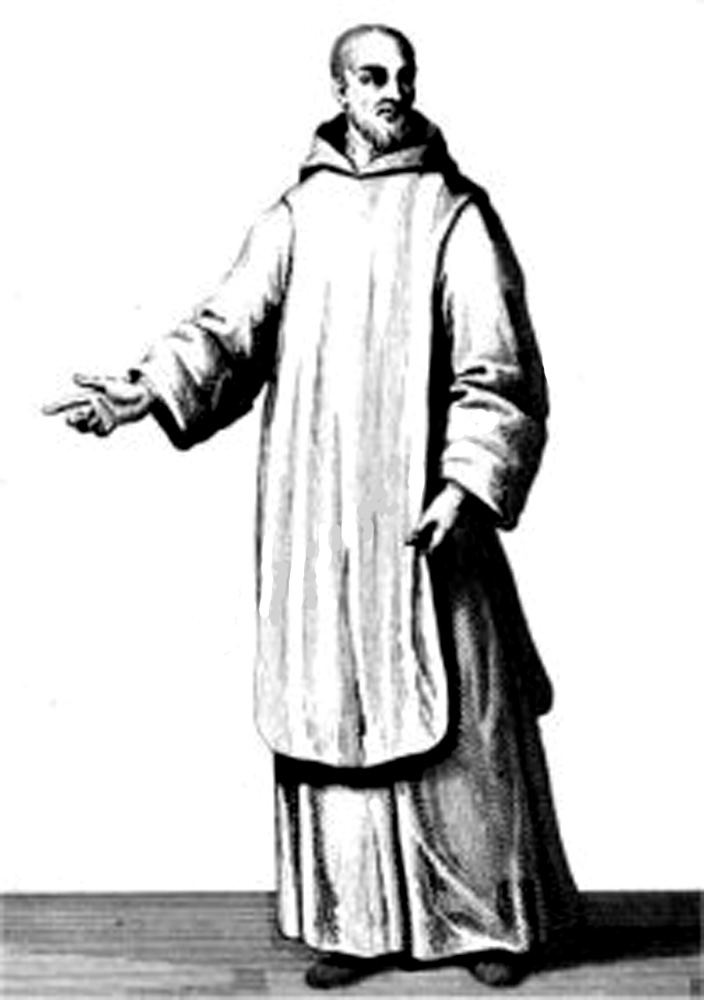
Frère convers.
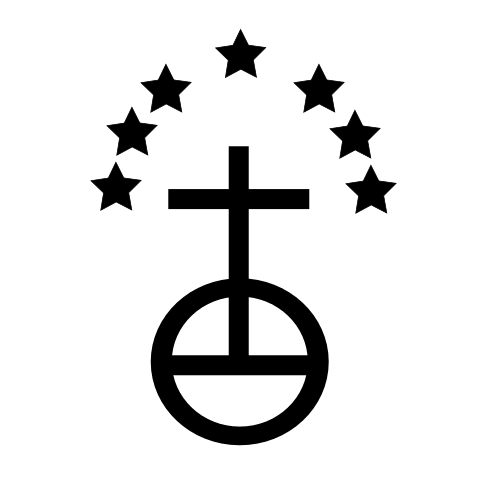
Armoiries de l'ordre cartusien (époque contemporaine).
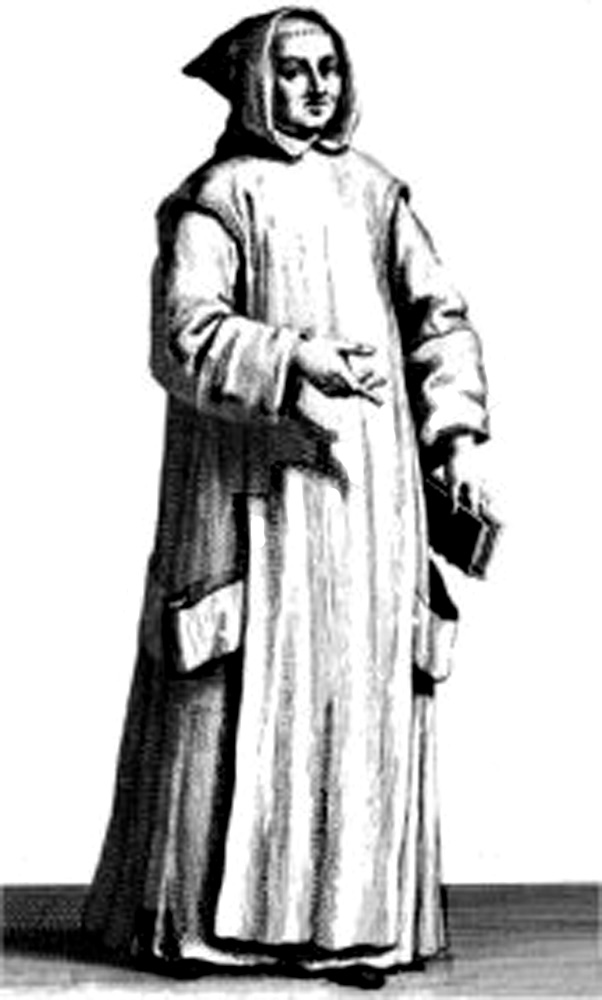
Tenue ordinaire.
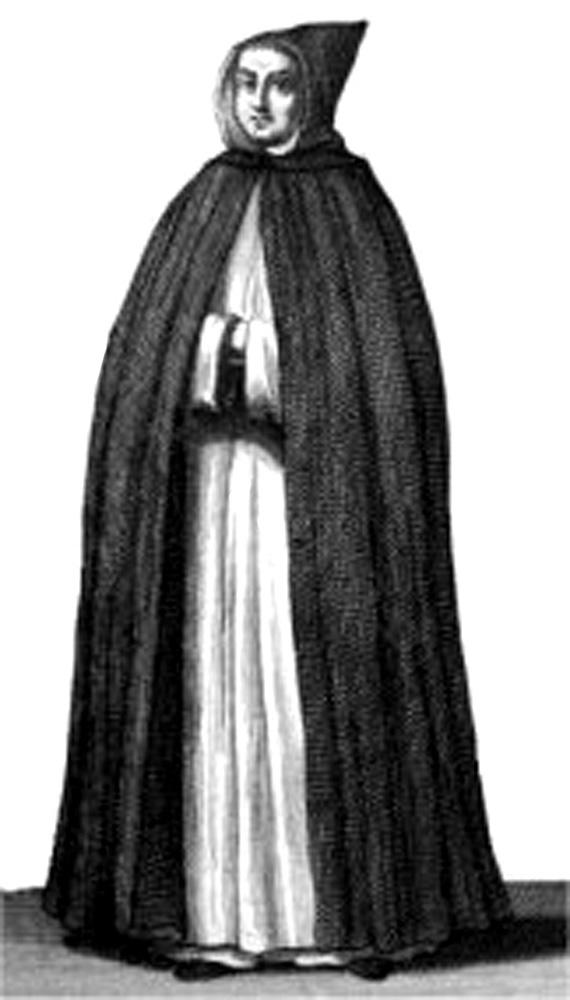
Manteau pour les sorties.

## Personnalités liées à la Chartreuse de Glandier

### Liste des prieurs
Établie ci-dessous, sous la forme de trois tableaux, voici, ci-dessous, la liste exhaustive des prieurs de l'établissement, tels qu'ils sont cités dans le livre La Chartreuse de Glandier en Limousin édité en 1886.

### Personnalités historiques

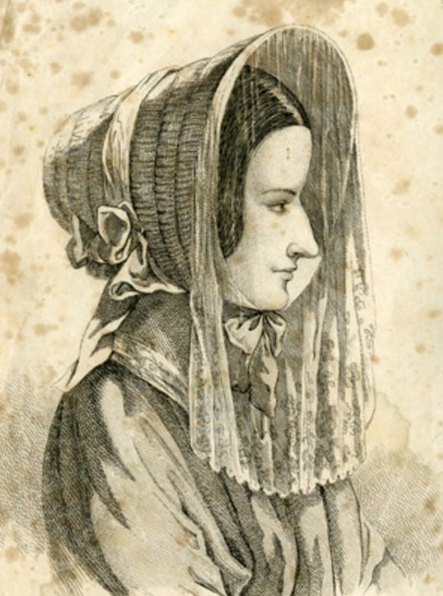
Marie Lafarge.

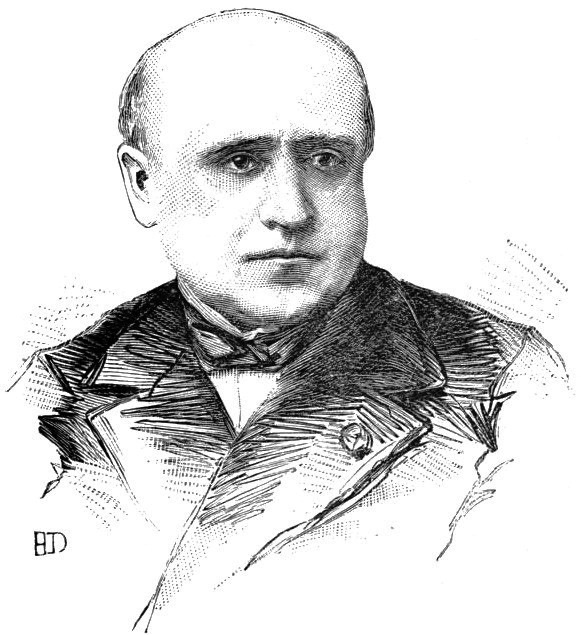
Joseph Brunet.

- Innocent VI

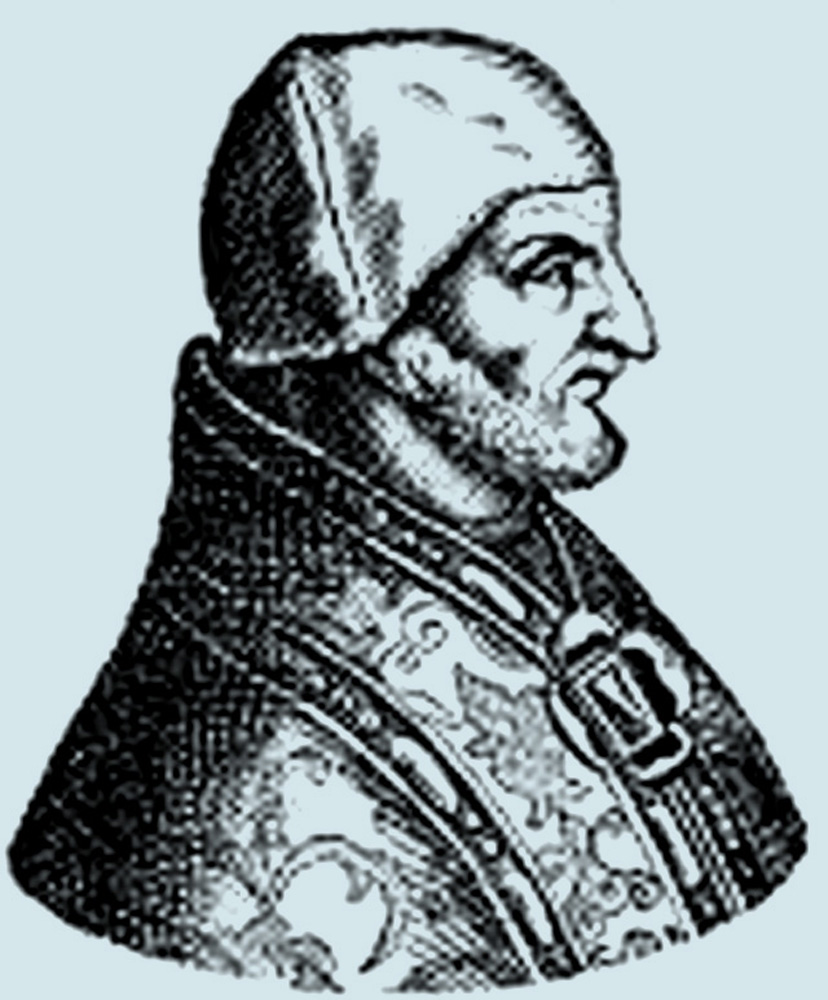
Innocent.

Le pape Innocent VI est né à Beyssac sous le nom d'Étienne Aubert en Limousin, en 1282 et mort le 12 septembre 1362. Il est évêque de Noyon et évêque de Clermont, puis pape en Avignon, de 1352 à 1362, comme successeur du pape Clément VI (1342-1352).
Sa famille (Les Aubert) figure parmi la liste des premiers bienfaiteurs de la chartreuse de Glandier, située non loin de leur maison ancestrale dans le hameau des Monts, un hameau situé entre le bourg central de Beyssac et Glandier.
- Marie Lafarge

Marie Fortunée Capelle, épouse Pouch-Lafarge, connue sous le nom de Marie Lafarge, est née à Paris le 15 janvier 1816 et morte à Ussat dans le département de l'Ariège le 7 septembre 1852. Elle est soupçonnée, puis reconnue coupable par la justice de l'époque d'avoir empoisonné son époux, Charles Pouch-Lafarge sur le site de la chartreuse, reconvertie en maison de maître.
En raison du retentissement national de ce procès, Marie Lafarge a contribué à la célébrité du nom de Glandier dans toute la France, malgré une présence de cinq mois dans l'enceinte de l'ancien monastère.
- Joseph Brunet

Cet homme politique et magistrat français est né à Arnac-Pompadour, le 4 mars 1829 et décédé à Saint-Hilaire-Bonneval dans le département de la Haute-Vienne le 6 janvier 1891.
Fils d'un officier comptable du haras de Pompadour, Joseph Brunet fut nommé vice-président au tribunal impérial de la Seine en 1868. Il fut également élu conseiller général du canton de Lubersac de 1857 à 1880 et sénateur de la Corrèze de 1876 à 1885.
Durant la même période, passionné par l'histoire et l'archéologie de sa région, Joseph Brunet fut un actif collaborateur de la société archéologique et historique du Limousin pour laquelle il rédigera une Notice historique sur l'ancienne Chartreuse de Glandier avec la collaboration de Marcel Roche. L'ouvrage fut publié en 1879.

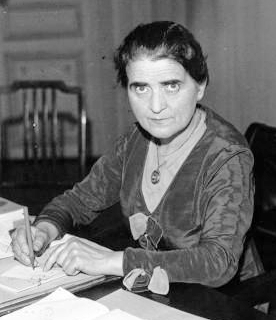
Suzanne Lacore.

- Suzanne Lacore

Cette femme politique, qui fut l'une des trois premières femmes à faire partie d'un gouvernement français, est née sur le site de Glandier le 30 mai 1875 et décédée le 6 novembre 1975 à Milhac-d'Auberoche, en Dordogne.
Elle fut nommée sous-secrétaire d'État chargée de la protection de l'enfance dans le premier gouvernement de Léon Blum. Durant son mandat ministériel, outre une réforme de l'Assistance publique, Suzanne Lacore conçut un vaste ensemble de mesures relatives aux enfants déficients, aux enfants défavorisés et aux loisirs. Elle institua les « visiteuses sociales », créa des sessions de formation destinées aux jeunes travailleuses et lança des mesures de soutien en faveur des enfants abandonnés.

### Autres personnalités

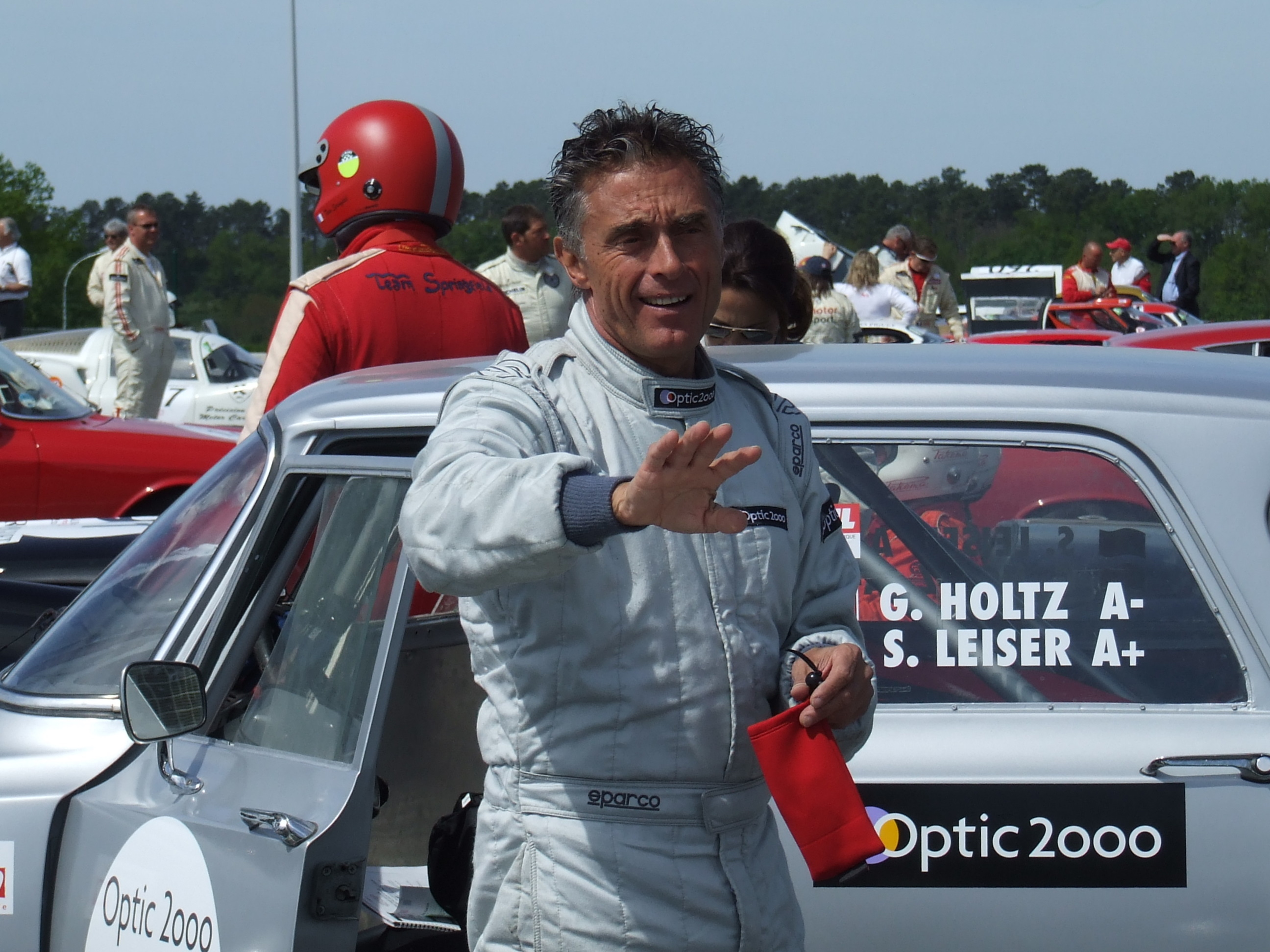
Gérard Holtz en 2011.

- Gérard Holtz

Durant son enfance, alors qu'il avait huit ans, le journaliste français Gérard Holtz contracta la tuberculose alors qu'il était hospitalisé à la suite d'un accident.
Il fut donc transféré, dans le courant de l'année 1954, dans le préventorium (ex sanatorium) du Glandier, où il restera confiné, selon ses propres déclarations, durant vingt quatre mois. À la suite d'une interview publiée dans le magazine hebdomadaire français en juin 2016, le journaliste avoue avoir gardé un très mauvais souvenir de ce séjour.
Dans son livre Je suis bien plus petit que mes rêves, co-écrit avec Geneviève Schurer, le futur journaliste, alors âgé de huit ans, reçoit des doses de isoniazide (qu'il évoque sous le nom de rimifon), alors qu'il est encore pensionnaire du préventorium. Selon ce témoignage, ce médicament expérimental pour le traitement de la tuberculose dans les années 1950, est donc administré à certains enfants de l'établissement.

## Situation et accès

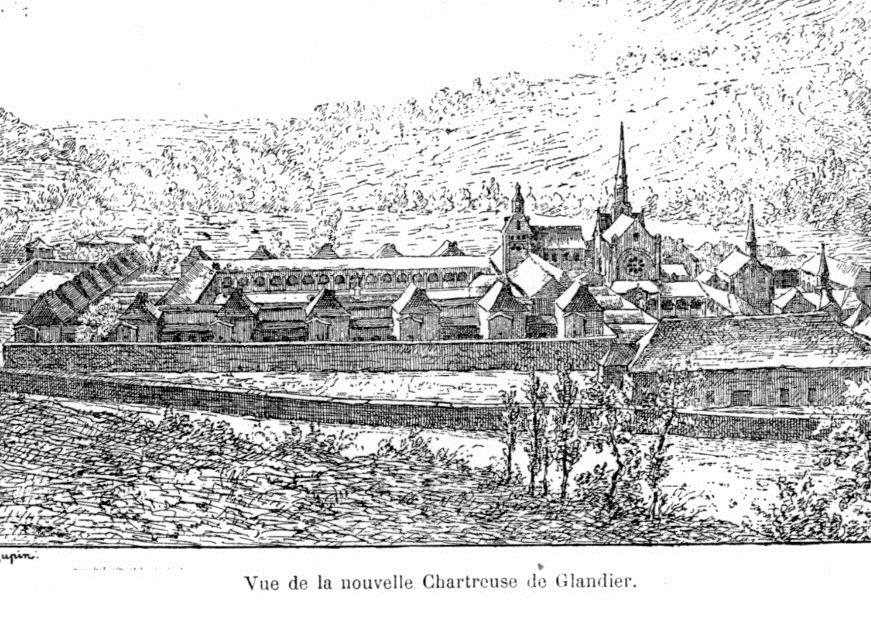
Chartreuse de Glandier (gravure de 1879).

### Situation
Située dans la partie occidentale du département de la Corrèze, sur le territoire de la commune de Beyssac et au sud-ouest de la ville d'Uzerche, au milieu d'une forêt de chênes (d'où son nom), l'ancienne chartreuse est lovée au cœur d'une petite vallée drainée par une petite rivière dénommée la Loyre, un affluent de la Vézère. Le domaine se situe à équidistance des bourgs centraux de Troche, de Beyssac et d'Orgnac sur Vézère. L'ensemble des bâtiments conventuels est également situé sur le territoire de la Communauté de communes du Pays de Lubersac-Pompadour et du canton d'Uzerche.
Sur le plan touristique, le site de cet ancien monastère est assez proche de petites gorges creusées par la petite rivière de la Loyre, mais également du château de Comborn, ancienne forteresse médiévale dominant les gorges la Vézère.
La chartreuse de Glandier se situe sur la même latitude exprimée en degré et en minutes que la Grande Chartreuse, maison mère de l'Ordre, soit 45° 21' N, selon les références toponymiques fournies par le site Géoportail de l'Institut géographique national.

### Accès

#### Par l'autoroute
L'ancien monastère, situé au cœur d'une zone rurale et boisée, est assez éloigné des principales agglomérations de la région et des principaux axes routiers.
Le site est cependant accessible depuis Vierzon, Montauban, Limoges et Brive par l'autoroute A20. Pour gagner la direction de la chartreuse, il faut emprunter la bretelle de sortie No 43 et prendre ensuite la direction d'Arnac-Pompadour.
| A20 | Sens Limoges-Brive-la-Gaillarde      | Sens Brive-la-Gaillarde-Limoges |
| --- | ------------------------------------ | ------------------------------- |
| 44  | Lubersac, Arnac-Pompadour et Uzerche | Salon-la-Tour et Lubersac       |

#### Par la route
Le site de l'ancienne chartreuse est desservi depuis la commune de Troche, en direction de Voutezac par la route départementale 138 (RD138). Il est également desservi par la RD7E1 qui permet de le relier directement aux villes de Vigeois et d'Uzerche.
Un chemin vicinal raccorde également l'établissement au bourg central de Beyssac, commune sur laquelle l'ancienne chartreuse est installée, puis à la ville d'Arnac-Pompadour, principale commune du secteur.

#### Par les transports publics
Le lieu, très isolé, n'est pas directement desservi par le train. Seule, une unique ligne d'autocar dessert le site de l'ancienne chartreuse.
- Le train :

les deux gares ferroviaires les plus proches sont celles de Vigeois et d'Arnac Pompadour, respectivement situées à environ 9 et 11 kilomètres. Elles sont toutes les deux desservies par des trains du réseau TER Nouvelle-Aquitaine.
- L'autocar :

la ligne R5 du réseau interurbain de la Corrèze, géré par le conseil régional de Nouvelle-Aquitaine, dessert le village de Troche puis le site de Glandier, en le reliant aux villes de Salagnac, Lubersac, Arnac-Pompadour à Brive.

## Postérité du monastère

### Dans la littérature

#### Le nom de Glandier dans les romans policiers

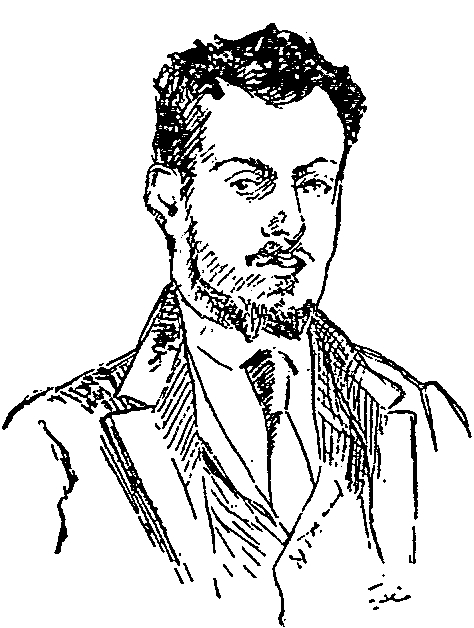
Arthur Bernède.

- Le Mystère de la chambre jaune, premier roman policier de Gaston Leroux, écrivain français et ancien journaliste, féru d'affaires criminelles et d'énigmes policières, présente une intrigue qui se déroule dans le château du Glandier, situé à Sainte-Geneviève-des-bois, village d'Île-de-France, où il n'y avait, à l'époque, aucun lieu-dit ayant cette dénomination[86]. Gaston Leroux a donc utilisé ce nom encore connu à l'époque des amateurs de crimes, car il fut le théâtre d'une mystérieuse affaire judiciaire, l'affaire Lafarge. Le chapitre IV du roman commence ainsi : « Le château du Glandier est un des plus vieux châteaux de ce pays d’Île-de-France, où se dressent encore tant d’illustres pierres de l’époque féodale. Bâti au cœur des forêts, sous Philippe le Bel[Note 5]. »
- Son ami, l'écrivain français Arthur Bernède, avec qui il fonda la Société des Cinéromans, publia, en 1931, un roman sur l'affaire et dénommé L'Affaire Lafarge, le mystère du Glandier. Ce roman s'inscrit  dans le cadre d'une collection du Livre national intitulée Crimes et châtiments[87].

#### Le nom de Glandier dans un poème
À l'occasion du procès de Marie Lafarge, un poème en 80 chants est élaboré par une demoiselle Amerelys Esnout, et distribué au prix de 75 centimes, au profit des inondés et publié par les libraires parisienne Delaunay et Lenormant. Le chant no 3 présente le quatrain, écrit en quatre alexandrins suivants : 

« Dès qu'ils furent bénis, tous deux, d'intelligence,

frétèrent pour Uzerche, un banc de diligence,

et vinrent, sans zigzag, aboutir au Glandier,

où Lafarge exerçait l'état de taillandier. »

Le poème se termine sur un commentaire sarcastique sur la fin du procès et la condamnation de Marie Lafarge.

### Au cinéma et à la télévision
Il n'y a jamais eu aucun tournage de film de cinéma ou de télévision sur le site de Glandier, ni même à proximité. Cependant, l'ancienne chartreuse a été évoquée dans de nombreuses fictions dont une au cinéma et dans trois téléfilms, tous réalisés (généralement en studio) autour du thème de l'affaire Lafarge.

#### Films

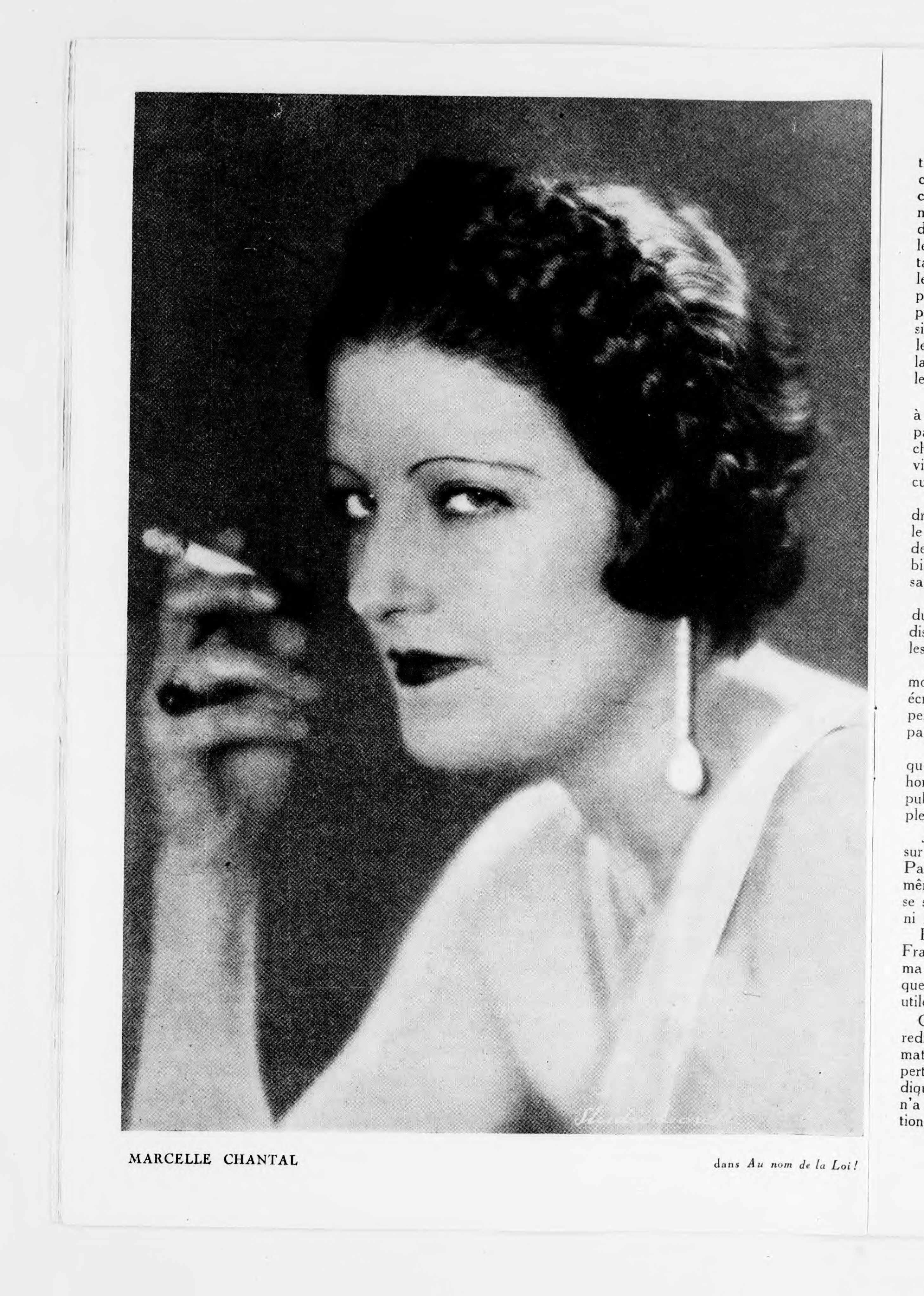
Marcelle Chantal interprète le rôle de Marie Lafarge dans le film de 1938

- 1938 : L’Affaire Lafarge de Pierre Chenal, avec Marcelle Chantal, Pierre Renoir et Erich Von Stroheim sur un scénario de Jean Aurenche

#### Téléfilms et reportages
- 1954 : L'Affaire Lafarge de Stellio Lorenzi, avec Maria Casarès, dans le rôle de Marie Lafarge et Pierre Mondy (d'après la reconstitution du procès par la dramaturge Marcelle Maurette)
- 1957 : L'Affaire Lafarge, le 30 mars 1957 dans En votre âme et conscience sur RTF Télévision avec Micheline Bona, dans le rôle de Marie Lafarge.
- 2010 : Affaire Lafarge. La mort mystérieuse du maître de forge, dans Des crimes presque parfaits sur Planète+ CI

### Dans d'autres domaines
- Le groupe scout de Seraing (Région wallonne), « Le Glandier » :

Durant le conflit de la Première Guerre mondiale, alors que l'établissement n'était plus une chartreuse, Glandier a accueilli de jeunes enfants belges issus de la ville de Seraing, dans la province de Liège. Rentrés chez eux ils donnèrent le nom de "Glandier" à la troupe scoute qu'ils avaient formée en 1912. Ce groupe scout existe toujours en 2017.
- Le colloque international d'histoire et de spiritualité cartusiennes :

Un colloque international évoquant la spiritualité de l'ordre des Chartreux fut organisé à Glandier du 15 au 18 septembre 1994 par Alain Girard et Daniel Le Blévec, spécialistes de l'histoire cartusienne.
- Les animations locales :

Au-delà des visites de l'établissement organisées de façon périodique, une animation sous forme de Cluedo géant est organisée, le 23 août 2018, par l'office de tourisme local à la Chartreuse de Glandier sous le titre Mais qui a tué Charles? et permet de mieux connaitre le mystère lié à l'affaire Lafarge.

### Bibliographie

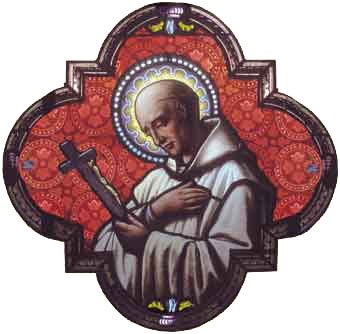
Saint Bruno, fondateur de l'ordre des chartreux.